# Castilblanco de Henares
Castilblanco de Henares es una localidad española del municipio de Jadraque, perteneciente a la provincia de Guadalajara, en la comunidad autónoma de Castilla-La Mancha.

## Situación
Castilblanco se encuentra situado entre los límites de las comarcas naturales de la Alcarria, la Campiña del Henares y la Sierra norte de Guadalajara, al final de la vega del río Cañamares, junto a la desembocadura de este en el río Henares, al pie del cerro de San Cristóbal, que bordean el margen derecho del río. Desde Jadraque se encuentra a 5,3 km tomando desde allí la carretera CM-101 durante 2,7 km, y girando a la izquierda por la GU-159 recorriendo 1,8 km.

## Población
La población actual de Castilblanco de Henares es de 21 habitantes, según los datos recogidos del INE a fecha de enero de 2008.

## Historia
Castilblanco, debe su nombre y su existencia a la construcción en el siglo X de la antigua torre vigía o "sajra" andalusí que servía para controlar el final del valle del Cañamares y su junta con el valle del Henares. Este torreón de vigilancia y de comunicación, conocido por los más ancianos del pueblo como El Castillejo y a cuyo pie nació el pueblo, ha desaparecido totalmente con el tiempo, y se encontraba situado sobre la cima del cerro actualmente denominado El Pendolero. El citado castillejo, construido con las piedras de yeso de la región -y de ahí el nombre local de Castilblanco- servía además de torre de comunicaciones intermedia entre otro torreón situado más al norte en el valle del Cañamares y el poderoso castillo de Jadraque.
Hacia mediados del siglo XIX, la aldea, por entonces con ayuntamiento propio, tenía contabilizada una población de 123 habitantes. Aparece descrita en el sexto volumen del Diccionario geográfico-estadístico-histórico de España y sus posesiones de Ultramar de Pascual Madoz de la siguiente manera:

CASTILBLANCO: ald. con ayunt. en la prov. de Guadalajara (7 leg.), part. jud. y dióc. de Sigüenza (5), aud terr. de Madrid (17), c g. de Castilla la Nueva: sit. en llano, le combaten los vientos del NE. que hacen su clima templado, siendo sus enfermedades tercianas y cuartanas: tiene 48 casas, la de ayunt. muy capaz, con una gran sala para celebrar las sesiones, escuela de primeras letras concurrida por 12 alumnos, á cargo de un maestro dotado con 10 fan. de trigo, y una igl. parr. (Ntra. Sra. del Rosario) servida por un cura párroco. térm.: confina N. Medranda 1/2; E. Membrillera 3/4; S. Jadraque, y O. Jirueque ambos á 1/4: en él se encuentra á 100 pasos de la pobl. en el llano de Pinilla y camino de Jadraque, una ermita (la Soledad): el terreno es de mediana calidad; le bañan el r. Henares que viene de Sigüenza y el Cañamares que nace en el térm. de Miedes: hay dos montes de propios de corta estension. caminos: uno carretil por el que se conducen sales y maderas á Madrid, y varios puntos de la prov. correo se recibe de la estafeta de Jadraque, por carga vecinal, los martes, jueves y sábados, saliendo los mismos días. prod.: trigo, cebada, avena, garbanzos, judias, vino y algunas legumbres y frutas: cria ganado lanar, vacuno y de cerda y poca caza, pesca de peces, barbos y truchas. ind.: la agrícola. comercio: la esportacion de frutos sobrantes, é importacion de los artículos de consumo de que carecen. pobl.: 33 vec., 123 alm. cap. prod.: 312,500 rs. imp.: 37,500. contr. 2,857. presupuesto municipal asciende á 1,240 rs. y se cubre por el producto de propios y el déficit por reparto vecinal.
(Madoz, 1847, p. 170)

Hasta la reforma de la nomenclatura municipal de 1916 el municipio se llamaba simplemente Castilblanco. En dicha fecha su nombre fue modificado por el de Castilblanco de Henares. El municipio de Castilblanco de Henares desapareció en 1975, al ser incorporado al de Jadraque.

## Demografía
| Gráfica de evolución demográfica de Castilblanco de Henares entre 1842 y 1970 |
| |
| Población de derecho según los censos de población del INE Población de hecho según los censos de población del INEEntre el censo de 1981 y el anterior, este municipio desaparece porque se integra en el municipio Jadraque |

## Patrimonio
Destaca la iglesia parroquial de Nuestra Señora del Rosario. Se trata de una iglesia de estilo románico en cuyo muro oeste luce una espadaña con dos campanas y que cuenta con un pequeño atrio en su muro sur dentro del cual existe un arco de entrada románico en piedra con molduras lisas sobre capiteles sin decorar, apoyado a su vez sobre columnas cilíndricas. En el exterior existe un segundo arco que completa el conjunto. El ábside de la iglesia denota también el estilo románico, aunque tras la parcial destrucción del templo en los inicios de la Guerra Civil, los techos del edificio fueron posteriormente reconstruidos, por lo que las bóvedas internas se encuentran revocadas de yeso y no puede apreciarse la estructura de piedra. En el interior, de una sola nave, el templo cuenta en el presbiterio con un retablo de madera bien tallada de estilo barroco.
El resto del pueblo posee la imagen arquitectónica típica de la zona y conserva actualmente todavía algunas de sus antiguas viviendas de construcción de piedra de yeso, que hasta el último tercio del siglo XX eran muy habituales en la comarca.
Cuenta con un frondoso bosque de ribera formado por chopos (Populus x euramericana) que jalona las márgenes del río, y cuya parte más cercana al pueblo es denominada localmente el Plantío.

## Economía
Principalmente agricultura, cuya actividad gira en gran medida en torno al cultivo de la cebada, y en menor grado al del trigo y el girasol. La ganadería ovina, anteriormente muy extendida en el pueblo, ha caído en desuso totalmente desde finales de la década de los ochenta.

## Fiestas
Fiestas patronales de San Roque (16 de agosto). Se celebran durante el puente del 15 de agosto, día de la Asunción. Durante los festejos, además de las típicas misas con ofrendas de flores a la virgen y sus procesiones de carácter religioso, se celebran diversos torneos, juegos y concursos tanto para niños y adultos, así como bailes, cenas y comidas populares que son animadas por bandas, charangas y por las peñas locales.

## Costumbres
Aunque cada vez está más en desuso, en invierno algunas familias suelen celebrar aún las matanzas con las migas, que consisten en el sacrificio de un cerdo, que servirá para abastecer de carne, morcillas, chorizos, jamones y otros tipos de fiambre a la familia durante meses, realizando en el mismo día un buen caldero de migas con pimentón y uvas negras, y una sartenada de asadura, que es disfrutada por familia, vecinos y amigos, y regada con vinos de la región.